# Sphecodes coronus
Sphecodes coronus är en biart som beskrevs av Mitchell 1956. Den ingår i släktet blodbin, och familjen vägbin. Inga underarter finns listade i Catalogue of Life.